# Novaki Petrovinski
Novaki Petrovinski – wieś w Chorwacji, w żupanii zagrzebskiej, w mieście Jastrebarsko. W 2011 roku liczyła 292 mieszkańców.